# Holcichneumon polyaenoides
Holcichneumon polyaenoides là một loài tò vò trong họ Ichneumonidae.